# 今野寿美
今野 寿美（こんの すみ、1952年5月10日 - ）は、日本の歌人。夫は同じく歌人の三枝昂之。りとむ短歌会編集人。宮中歌会始選者。神奈川歌壇選者。

## 概要
東京都生まれ。本姓・三枝。東京都立九段高等学校、横浜市立大学文理学部卒。1976年「まひる野」入会。1978年、「かりん」創刊に参加。馬場あき子に師事。1992年より編集人としてりとむ短歌会に参加。2015年に宮中歌会始選者となった。萩原慎一郎の短歌の才能を見出し、自身が編集人を務めるりとむ短歌会に勧誘したことでも知られる。

## 受賞歴
- 1979年、「午後の章」50首により第25回角川短歌賞受賞。
- 1989年、歌集『世紀末の桃』により第13回現代短歌女流賞受賞。
- 2005年、歌集『龍笛』により第1回葛原妙子賞受賞。
- 2010年、歌集『かへり水』により第37回日本歌人クラブ賞受賞。

## 著書
- 花絆 今野寿美歌集 大和書房 1981.4. かりん叢書
- 星刈り 今野寿美歌集 砂子屋書房 1983.9. かりん叢書
- 世紀末の桃 雁書館 1988
- 馬場あき子 鑑賞・現代短歌 本阿弥書店 1992.2
- 恋に揺れる野の花々 万葉の歌写真歌集 永岡書店 1993.12
- 若夏記 今野寿美歌集 河出書房新社 1993.7
- 鳥彦 今野寿美歌集 雁書館 1995.8 りとむコレクション
- いちびこ 沖積舎 1996.11 現代短歌セレクション
- わがふところにさくら来てちる 山川登美子と「明星」 五柳書院 1998.3 五柳叢書
- 作ってみようらくらく短歌 偕成社 2000.3 国語がもっとすきになる本
- め・じ・か 今野寿美歌集 短歌新聞社 2000.5 現代女流短歌全集
- 読んでみようわくわく短歌 偕成社 2000.3 国語がもっとすきになる本
- 今野寿美歌集 砂子屋書房 2002.1 現代短歌文庫
- 龍笛 歌集 砂子屋書房 2004.6. りとむコレクション
- 24のキーワードで読む与謝野晶子 本阿弥書店 2005.4 ISBN 9784776801450
- 歌のドルフィン ながらみ書房 2009.1 りとむコレクション
- かへり水 今野寿美歌集 2009.9 角川短歌叢書
- 雪占 2012.3 本阿弥書店
- 歌がたみ　平凡社 2012
- さくらのゆゑ　砂子屋書房 2014
- 歌ことば100　本阿弥書店 2017
- 森鷗外－短歌という詩型に生涯愛情を持ち続けた文豪　コレクション日本歌人選067：笠間書院 2019

編著
- 山川登美子歌集 岩波文庫 2011.12
- みだれ髪 与謝野晶子 角川文庫 2017 現代語訳・解説

共編
- 現代短歌一〇〇人二〇首 小池光・山田富士郎共編 邑書林 2001.9

## 参考
- 文藝年鑑2007